# Moguer
Moguer é uma cidade na província de Huelva, Andaluzia, Espanha. Em 2007, tinha 18.381 habitantes e em 2017 21.514. O município tem uma área de 204 km2 e uma densidade de 105,72 hab./km2.

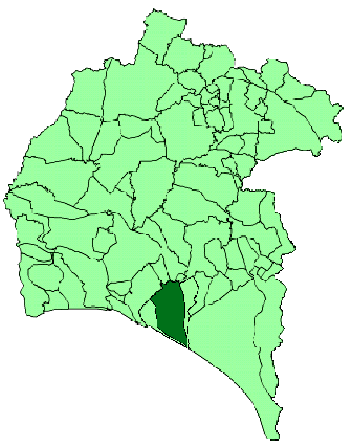
Localização de Moguer

Vários foram os aglomerados humanos desde a Antiguidade que existiram no município de Moguer. A doação como senhorio da cidade de Moguer, no ano de 1333, foi o ponto de partida da atual cidade, construída em torno do Convento de Santa Clara , Corpus Christi e San Francisco. Desde então, a população aumentou drasticamente, tornando-se uma grande cidade com uma forte economia baseada na agricultura, pesca e contrabando de mercadorias no proeminente porto fluvial. Moguer participou ativamente nos preparativos para a descoberta das Américas. Em Moguer Cristóvão Colombo encontrou apoio da abadessa do Convento de Santa Clara, Ines Enriquez. Os irmãos Niño tiveram uma grande participação na viagem na caravela Niña. Quase um terço das pessoas que participaram na viagem de descoberta de Colombo eram naturais de Moguer.
Posteriormente, Moguer manteve as atividades marítimas e de comércio através do porto de La Ribera, com exportação de vinhos produzidos no município a de outros bens para Américas, Rússia e outros países europeus. O vinho foi o motor da sua economia até ao início do século XX, quando o polo químico de Huelva e, especialmente, o desenvolvimento do cultivo de morangos conduziram a uma nova coesão económica, social e demográfica.
O município de Moguer é formado por áreas agrícolas, culturas irrigadas, áreas florestais, e áreas naturais protegidas e públicas.
Moguer é um dos chamados Lugares Colombianos, tendo tido significado especial na preparação e na primeira viagem de Colombo, e também por ser a terra natal do Prémio Nobel da Literatura de 1956 Juan Ramón Jiménez (1881-1958).

## Demografia
| Variação demográfica do município entre 1991 e 2017 | Variação demográfica do município entre 1991 e 2017 | Variação demográfica do município entre 1991 e 2017 | Variação demográfica do município entre 1991 e 2017 | Variação demográfica do município entre 1991 e 2017 |
| --------------------------------------------------- | --------------------------------------------------- | --------------------------------------------------- | --------------------------------------------------- | --------------------------------------------------- |
| 1991                                                | 1996                                                | 2001                                                | 2004                                                | 2017                                                |
| 11905                                               | 13371                                               | 15219                                               | 16349                                               | 21514                                               |

## Património
- Mosteiro de Santa Clara (século XIV)
- Hospital del Corpus Cristi (século XIV)
- Convento de São Francisco (século XVI)
- Igreja de la Granada (século XVIII)
- Ayuntamiento (século XVIII)
- Casa Natal (calle de la Ribera, número 2) - aqui nasceu o poeta Juan Ramón Jiménez
- Casa-Museo “Zenobia y Juan Ramón”